# Vasílivka (Zaporiyia)
Vasílivka (en ucraniano: Василівка, romanizado: Vasýlivka) es una ciudad ucraniana perteneciente al óblast de Zaporiyia. Situada en el sur del país, sirve como centro administrativo del raión de Vasílivka y centro del municipio homónimo.
La ciudad se encuentra ocupada por Rusia desde el 7 de marzo de 2022 en el marco de la invasión rusa de Ucrania.

## Geografía
Vasílivka está ubicado cerca de la orilla del embalse de Kajovka en el río Dniéper, en el margen izquierdo del río Karachokrak. La ciudad se encuentra a 58 km de Zaporiyia

## Historia
El área fue colonizada por los cosacos de Zaporiyia en la década de 1740. En 1775, después de la liquidación de Sich de Zaporiyia, comenzó el proceso de distribución de las tierras a los terratenientes. En 1788, Catalina II de Rusia otorgó la región a un terrateniente Basil Popowski, un general ruso en cuyo nombre se nombró el asentamiento (Vasílivka).  El propietario reasentó a varios siervos de sus propiedades en las regiones de Dnipró, Chernigiv y Poltava; la diferencia entre los siervos reasentados y los campesinos esclavizados desapareció rápidamente. Desde 1791, comenzó la construcción activa en el asentamiento de Vasílivka.
En comparación con los pueblos vecinos, Vasílivka se desarrolló más rápido y el terrateniente construyó aquí varias fábricas debido a su cercanía con Crimea. Según la reforma de 1861, los siervos obtuvieron la libertad, pero al no tener los fondos para pagar los pagos de redención al propietario la mayoría de los campesinos tuvieron que trabajar como campesinos. La gran mayoría de los residentes eran analfabetos. El nieto de Basil Popowski construyó allí el palacio Popov con aspecto de un castillo medieval entre 1864 y 1884. 
Después del derrocamiento de los zares, el movimiento campesino en Vasílivka se volvió mucho más activo. La residencia fue visitada por Antón Makárenko en 1925. El 28 de octubre de 1938, Vasilievka recibió el estatus de asentamiento de tipo urbano.
Durante la Segunda Guerra Mundial, el pueblo estuvo bajo ocupación alemana entre 1941 y 1943. 
El 7 de marzo de 2022, Vasílivka fue capturada por las fuerzas rusas durante la invasión rusa de Ucrania de 2022 en la ofensiva del sur de Ucrania.

## Demografía
La evolución de la población de Vasílivka entre 1914 y 2022 fue la siguiente:
| 6344                                                          | 11 009 | 15 787 | 16 325 | 15 592 | 13 996 | 13 166 | 12 567 |
| (Fuente: Cities & Towns of Ukraine y UKRAINE: Größere Städte) |        |        |        |        |        |        |        |

Según el censo de 2001, la mayoría de la población son ucranianos (82,3%) pero la ciudad cuenta también una minoría de rusos (15%). En cuanto a las lenguas, los idiomas más hablados son ucraniano (77,11%), ruso (21,77%) y armenio (0,46%).

## Infraestructura

### Arquitectura y monumentos
El palacio Popov fue construido en estilo neogótico cerca de Vasílivka entre 1864 y 1884. Después de graves daños en la Segunda Guerra Mundial, se ha reconstruido desde principios de la década de 1990 y hoy en día se ha convertido en museo-reserva arquitectónica.

### Transporte
La carretera nacional M18 (Járkiv-Simferópol) y la comarcal P-37 atraviesan Vasílivka. También tiene una estación de trenes que conecta las líneas Járkiv-Zaporiyia-Simferópol y la línea ferroviaria que comienza aquí y va a las ciudades de Dniprorudne y Enerjodar.

## Galería

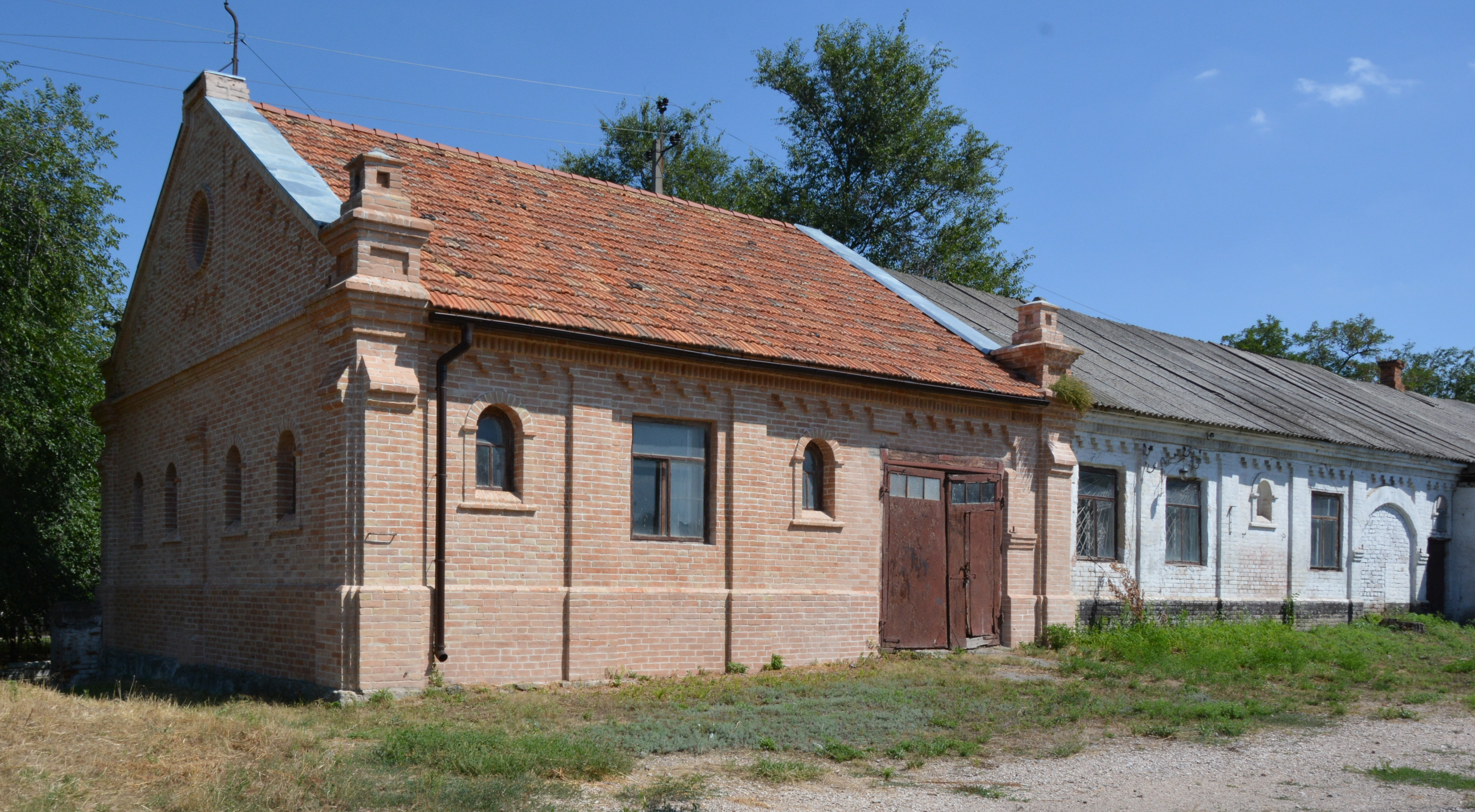
Antiguo distrito de Vasílivka
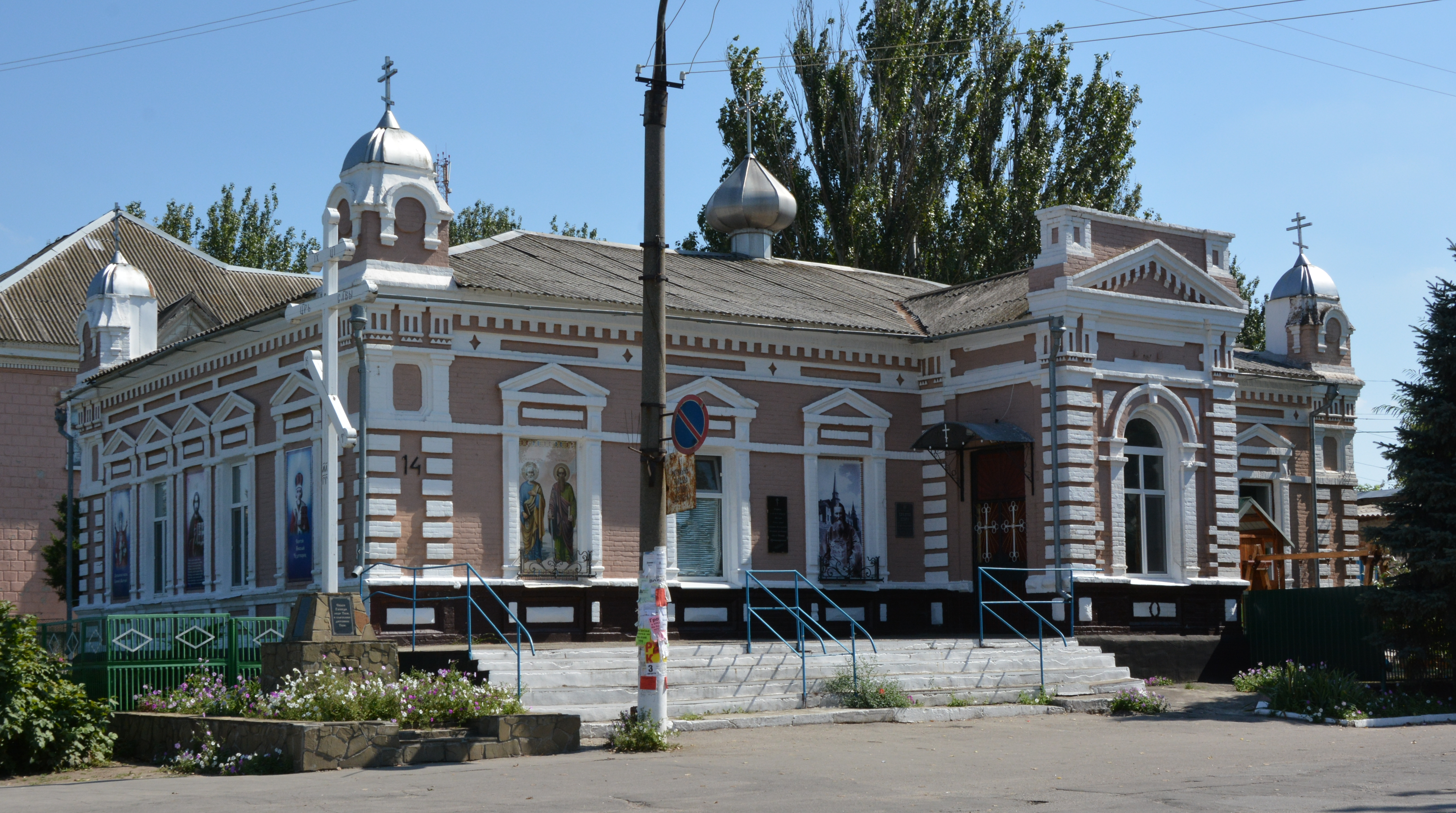
Antigua escuela
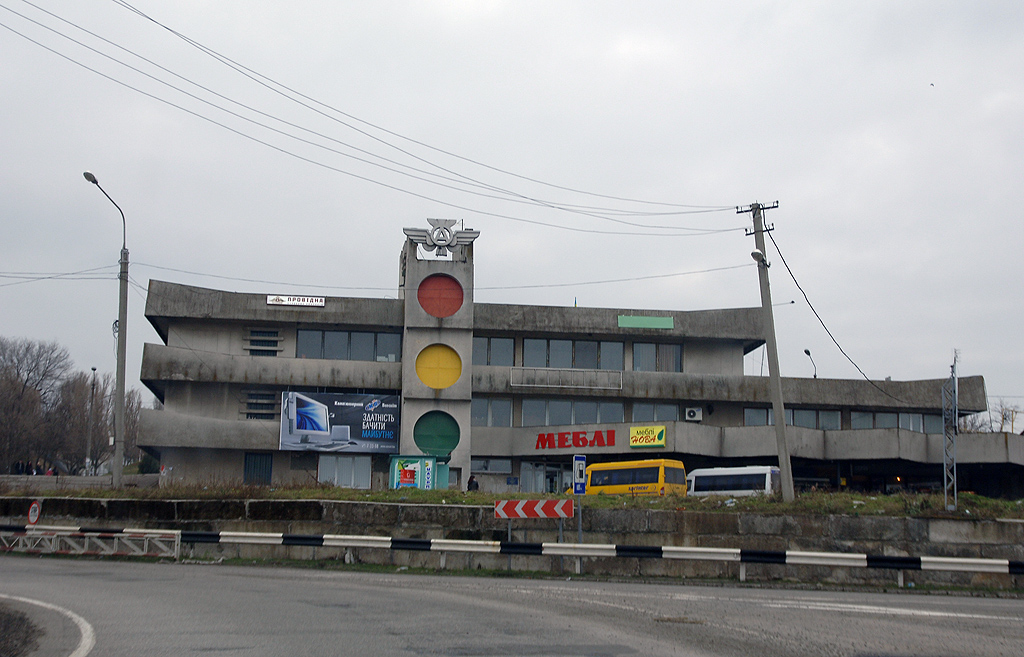
Estación de bus
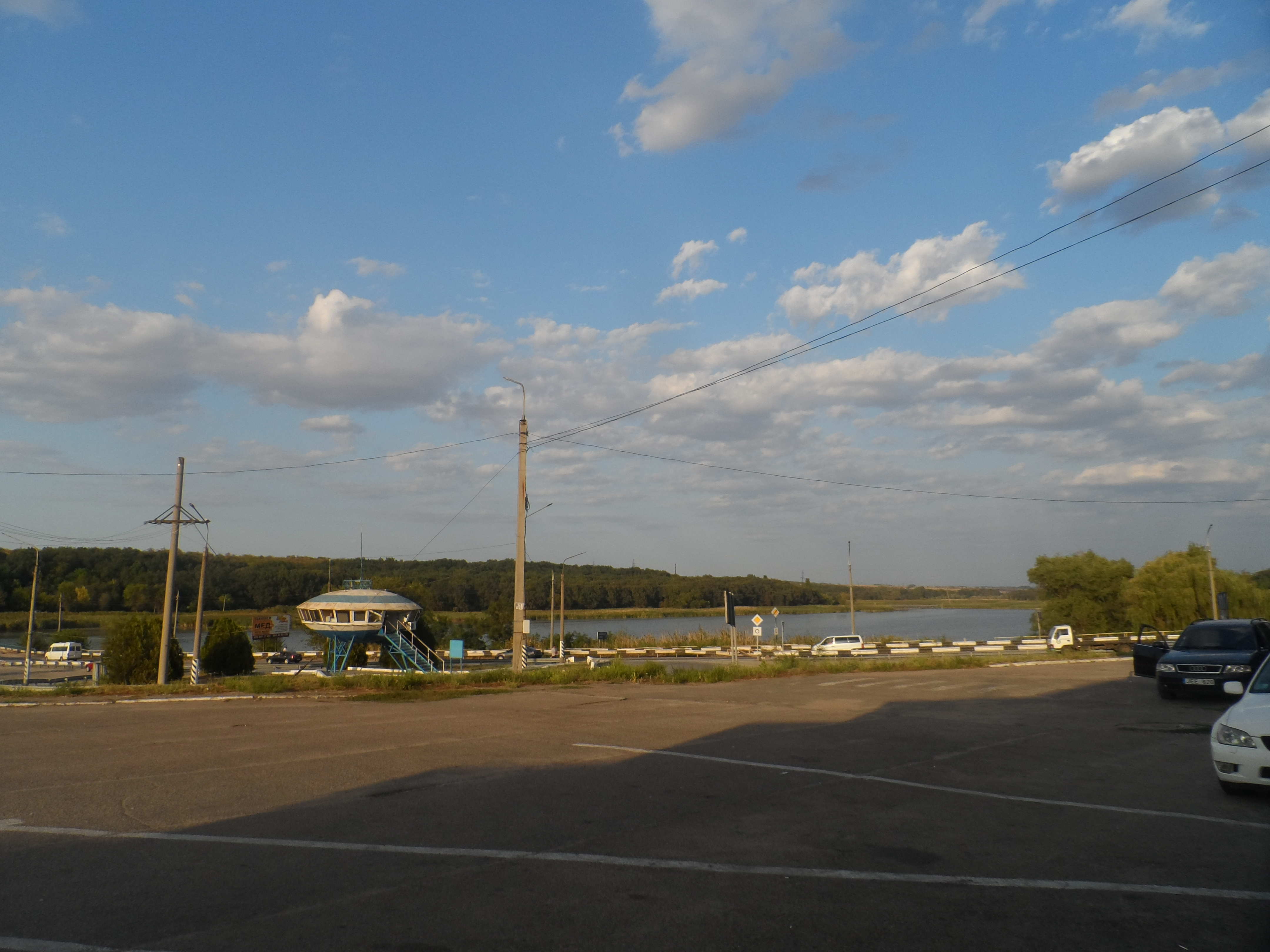